# Disepalum
Disepalum is een geslacht uit de familie Annonaceae. De soorten uit het geslacht komen voor van in Zuid-China tot in Indochina en Maleisië.

## Soorten
- Disepalum aciculare D.M.Johnson
- Disepalum acuminatissimum Boerl. & Koord.-Schum.
- Disepalum anomalum Hook.f.
- Disepalum coronatum Becc.
- Disepalum longipes King
- Disepalum petelotii (Merr.) D.M.Johnson
- Disepalum plagioneurum (Diels) D.M.Johnson
- Disepalum platypetalum Merr.
- Disepalum pulchrum (King) J.Sinclair